# Ryan Gosling
Ryan Thomas Gosling, född 12 november 1980 i London i Ontario, är en kanadensisk tv- och filmskådespelare. Han är framstående inom både indiefilm och större kommersiella kassasuccér. Han har tilldelats en Golden Globe Award och nominerats ytterligare fem gånger. Han har även nominerats till tre Oscars och två BAFTA Awards. 

## Biografi

### Uppväxt
Ryan Thomas Gosling föddes 1980 på St. Joseph's Hospital i London, Ontario i Kanada, som son till Thomas Ray Gosling, som var resande pappersbruksförsäljare, och Donna, som var sekreterare. Båda hans föräldrar är av delvis fransk-kanadensisk härkomst och har rötter i Tyskland, England, Skottland och Irland. Hans familj var medlemmar i Jesu Kristi Kyrka av Sista Dagars Heliga, och Gosling har sagt att religionen påverkade varje aspekt av deras liv. På grund av hans fars arbete "flyttade de runt mycket", och Gosling bodde i både Cornwall och Burlington i Ontario. Hans föräldrar skilde sig när han var 13. Gosling och hans äldre syster Mandi bodde med sin mor, en upplevelse som Gosling har beskrivit som att han programmerats "att tänka som en tjej".
Gosling utbildades vid Gladstone Public School, Cornwall Collegiate and Vocational School och Lester B. Pearson High School. Som barn såg han filmen Dick Tracy, vilket  inspirerade honom att bli skådespelare. Han "hatade" att vara barn, blev ofta mobbad i grundskolan och hade inga vänner förrän han var "14 eller 15".
I årskurs ett var han starkt influerad av actionfilmen First Blood och tog stekknivar till skolan och kastade dem på andra barn under rasten. Denna händelse ledde till avstängning från skolan. Han kunde inte läsa, och testades för ADHD, men diagnostiserades inte och tog aldrig någon medicin för det. Hans mor lämnade sitt arbete och hemundervisade honom i ett år. Han har sagt att hemundervisning gav honom "en känsla av autonomi som jag aldrig riktigt har förlorat".
Gosling uppträdde inför publik från tidig ålder, uppmuntrad av att hans syster var artist. Han och systern sjöng tillsammans på bröllop; han uppträdde med Elvis Perry, hans farbrors Elvis Presley-hyllningsband, och var involverad i balett. Att uppträda stärkte hans självförtroende eftersom det var det enda han fick beröm för. Han utvecklade en egenartad dialekt eftersom han som barn tyckte att det inte lät "tufft" att ha en kanadensisk dialekt. Han började forma sin dialekt efter Marlon Brandos. Han hoppade av motsvarande gymnasiet vid 17 års ålder för att fokusera på sin skådespelarkarriär.

### Karriär
Han började skådespela redan som 13-åring på Disney Channels program The Mickey Mouse Club (1993–1995), och fortsatte sedan i familjeunderhållningsprogram som Vadå, mörkrädd? (1995) och Goosebumps (1996). Hans första filmroll var som en judisk nynazist i filmen The Believer (2001), därefter har han framträtt i flera indiefilmer som Iskallt mord (2002), The Slaughter Rule (2002) och The United States of Leland (2003).
Gosling blev mer allmänt betraktad som en filmstjärna efter sitt framträdande i filmen Dagboken – Jag sökte dig och fann mitt hjärta (2004). Därefter följdes huvudroller i en rad kritikerrosade indiefilmer som Half Nelson (2006), Lars and the Real Girl (2007) och Blue Valentine (2010). Han har också medverkat i tre stora filmer under 2011: Crazy, Stupid, Love, Maktens män och Drive som alla var kritikerrosade och kommersiella framgångar. Han medverkade därefter i den hyllade filmen The Big Short (2015) och den romantiska musikalen La La Land (2016), varav den andra filmen gav honom Golden Globe-priset för bästa manliga huvudroll och en andra Oscar-nominering för bästa skådespelare. Ytterligare beröm följde efter science fiction-thrillern Blade Runner 2049 (2017) och den biografiska filmen First Man (2018). Gosling fick mycket uppmärksamhet när han 2023 spelade Ken i Barbie. Han fick god kritik för rollen och nominerades bland annat till en Oscar för bästa manliga biroll. I filmen framför Gosling bland annat den komiska powerballaden "I'm Just Ken" som blev en stor succé och hade en knapp månad efter filmens debut streamats över 22 miljoner gånger på Spotify. Gosling fick även framföra låten live på Oscarsgalan 2024 där den var nominerad till Bästa sång.
Förutom skådespeleriet regidebuterade han med Lost River (2014). 
Gosling är medlem i bandet Dead Man's Bones. De släppte sitt självbetitlade debutalbum och turnerade i Nordamerika 2009.
Gosling, som tidigare bodde i New York, är delägare i Tagine, en marockansk restaurang i Beverly Hills i Kalifornien.

### Privatliv

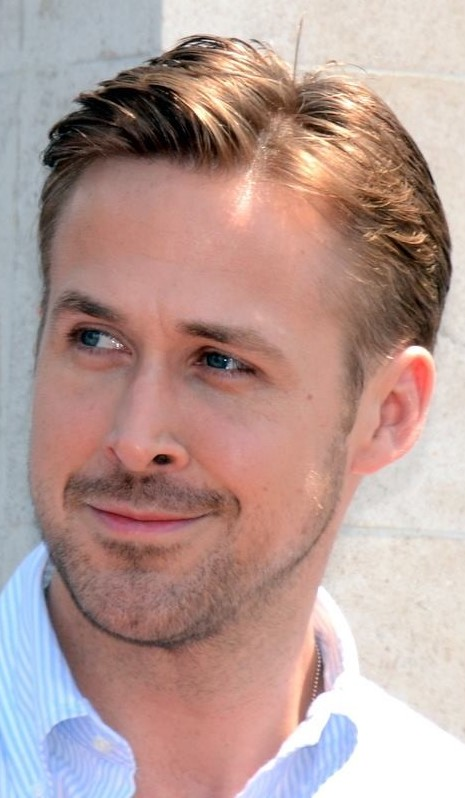
Ryan Gosling Cannes 2014

Gosling hade en kärleksrelation med Sandra Bullock 2002–2003 och Rachel McAdams 2005–2007 samt 2008. Gosling har levt i ett förhållande med Eva Mendes sedan september 2011. Paret har två döttrar, födda 2014 respektive 2016.

## Välgörenhet
Gosling stöder olika sociala ändamål. Han har arbetat med PETA i en kampanj för att uppmuntra Kentucky Fried Chicken (KFC) och McDonald's att använda förbättrade metoder för slakt av kyckling i sina fabriker och en kampanj som uppmuntrar mjölkbönder att sluta avhorna kor. Gosling deltog frivilligt i Biloxi, Mississippi 2005, som en del av saneringsarbetet efter orkanen Katrina.
Han är anhängare av Invisible Children, en grupp som ökar medvetenheten om Herrens motståndsarmé i Centralafrika. År 2005 reste Gosling till Darfurflyktingläger i Tchad. Han var talare vid Campus Progress nationella konferens 2008 där han diskuterade Darfur. Som en del av sitt arbete med Enough Project besökte han Uganda 2007, och östra Kongo 2010.
Under inspelningen för Barbie sågs Gosling bära en fangjord t-shirt av hans motspelare Ncuti Gatwa som den 15:e doktorn från Doctor Who för att visa sitt stöd för deras rollbesättning. Han har tidigare uttryckt beundran för skådespelaren Matt Smith, som spelade den 11:e doktorn, vilket ledde till att han anlitade skådespelaren för sin film Lost River.

## Filmografi (i urval)

### Film
| År   | Titel                                         | Roll                 | Anteckningar                     |
| ---- | --------------------------------------------- | -------------------- | -------------------------------- |
| 1997 | Frankenstein and Me                           | Kenny                |                                  |
| 2000 | Remember the Titans                           | Alan Bosley          |                                  |
| 2001 | The Believer                                  | Danny Balint         |                                  |
| 2002 | Iskallt mord                                  | Richard Haywood      |                                  |
| 2002 | The Slaughter Rule                            | Roy Chutney          |                                  |
| 2003 | The United States of Leland                   | Leland P. Fitzgerald |                                  |
| 2004 | Dagboken – Jag sökte dig och fann mitt hjärta | Noah Calhoun         |                                  |
| 2005 | Stay                                          | Henry Letham         |                                  |
| 2006 | Half Nelson                                   | Dan Dunne            |                                  |
| 2007 | Fracture                                      | Willy Beachum        |                                  |
| 2007 | Lars and the Real Girl                        | Lars Lindstrom       |                                  |
| 2010 | Blue Valentine                                | Dean Pereira         | Även exekutiv producent          |
| 2010 | All Good Things                               | David Marks          |                                  |
| 2010 | ReGeneration                                  | Narrator             | Dokumentär; även producent       |
| 2011 | Crazy, Stupid, Love                           | Jacob Palmer         |                                  |
| 2011 | Drive                                         | The Driver           |                                  |
| 2011 | Maktens män                                   | Stephen Meyers       |                                  |
| 2012 | The Place Beyond the Pines                    | Luke Glanton         |                                  |
| 2013 | Gangster Squad                                | Sgt. Jerry Wooters   |                                  |
| 2013 | Only God Forgives                             | Julian               | Även exekutiv producent          |
| 2013 | White Shadow                                  | —                    | Exekutiv producent               |
| 2014 | Lost River                                    | —                    | Regissör, skribent och producent |
| 2015 | The Big Short                                 | Jared Vennett        |                                  |
| 2016 | The Nice Guys                                 | P.I. Holland March   |                                  |
| 2016 | La La Land                                    | Sebastian Wilder     |                                  |
| 2017 | Song to Song                                  | BV                   |                                  |
| 2017 | Blade Runner 2049                             | Officer K            |                                  |
| 2018 | First Man                                     | Neil Armstrong       |                                  |
| 2022 | The Gray Man                                  | Six                  |                                  |
| 2023 | Barbie                                        | Ken                  |                                  |
| 2024 | The Fall Guy                                  | Colt                 |                                  |
| 2026 | Project Hail Mary                             | Ryland Grace         | Postproduktion; Även producent   |

### TV
| År               | Titel                                                                       | Roll                      | Anteckningar                                |
| ---------------- | --------------------------------------------------------------------------- | ------------------------- | ------------------------------------------- |
| 1993–1995        | The Mickey Mouse Club                                                       | Sig själv                 | 3 avsnitt                                   |
| 1995             | Vadå, mörkrädd?                                                             | Jamie Leary               | Avsnitt: "The Tale of Station 109.1"        |
| 1996             | PSI Factor: Chronicles of the Paranormal                                    | Adam                      | Avsnitt: "Dream House/UFO Encounter"        |
| 1996             | Kung Fu: The Legend Continues                                               | Kevin                     | Avsnitt: "Dragon's Lair"                    |
| 1996             | Road to Avonlea                                                             | Bret McNulty              | Avsnitt: "From Away"                        |
| 1996             | Goosebumps                                                                  | Greg Banks                | Avsnitt: "Say Cheese and Die"               |
| 1996             | The Adventures of Shirley Holmes                                            | Sean                      | Avsnitt: "The Case of the Burning Building" |
| 1996             | Flash Forward                                                               | Scott Stuckey             | 2 avsnitt                                   |
| 1996             | Ready or Not                                                                | Matt Kalinsky             | Avsnitt: "I Do, I Don't"                    |
| 1997–1998        | Breaker High                                                                | Sean Hanlon               | 44 avsnitt                                  |
| 1998             | Nothing Too Good for a Cowboy                                               | Tommy                     | TV-film                                     |
| 1998–1999        | Young Hercules                                                              | Hercules                  | 50 avsnitt                                  |
| 1998             | Hercules: The Legendary Journeys                                            | Zylus                     | Avsnitt: "The Academy"                      |
| 1999             | The Unbelievables                                                           | Josh                      | Pilot                                       |
| 2005             | I'm Still Here: Real Diaries of Young People Who Lived During the Holocaust | Ilya Gerber               | TV-dokumentär                               |
| 2015, 2017, 2024 | Saturday Night Live                                                         | Sig själv (programledare) | 3 avsnitt                                   |
| 2019             | My Favorite Shapes by Julio Torres                                          | Blue Penguin (röst)       | TV-film                                     |

## Diskografi
| Titel                              | År   | Position på topplistan | Position på topplistan | Position på topplistan | Position på topplistan | Position på topplistan | Position på topplistan | Album                                              |
| ---------------------------------- | ---- | ---------------------- | ---------------------- | ---------------------- | ---------------------- | ---------------------- | ---------------------- | -------------------------------------------------- |
| Titel                              | År   | Ö3                     | BEL                    | FRA                    | SPA                    | SCH                    | UK                     | Album                                              |
| "Dead Man's Bones"                 | 2009 | —                      | —                      | —                      | —                      | —                      | —                      | —                                                  |
| "You Always Hurt the One You Love" | 2011 | —                      | —                      | —                      | —                      | —                      | —                      | Blue Valentine: Original Motion Picture Soundtrack |
| "A Lovely Night" med Emma Stone    | 2016 | —                      | —                      | 75                     | —                      | —                      | —                      | La La Land: Original Motion Picture Soundtrack     |
| "City of Stars"                    | 2016 | —                      | —                      | 10                     | —                      | —                      | —                      | La La Land: Original Motion Picture Soundtrack     |
| "City of Stars" med Emma Stone     | 2016 | 68                     | 30                     | 194                    | 14                     | 48                     | 53                     | La La Land: Original Motion Picture Soundtrack     |